# Cerveza Zillertal
Cerveza Zillertal es una marca de cerveza de Uruguay, nacida en diciembre de 1990 y consagrándose como la primera cerveza prémium del Uruguay. 

## Creación
Fue creada en los años noventa, como la más joven de las cervezas uruguayas y de las Fábricas Nacionales de Cerveza. 
Elaborada con cebadas selectas, debe su sabor y aroma a una lupulación especial y a un exclusivo proceso de maduración.
Es una cerveza premiada internacionalmente, obtuvo la medalla de oro en el prestigioso certamen Monde Selection en Bélgica.
El nombre de la marca es una referencia al valle de Zillertal en Tirol, Austria .

## Variedades
Su buque insignia es una lager pilsner, la marca también produce IPA, APA y cerveza roja de estilo escocés.
- Zillertal clásica
- Zillertal Scottish
- Zillertal Ipa
- Zillertal Apa